# Hipertimia

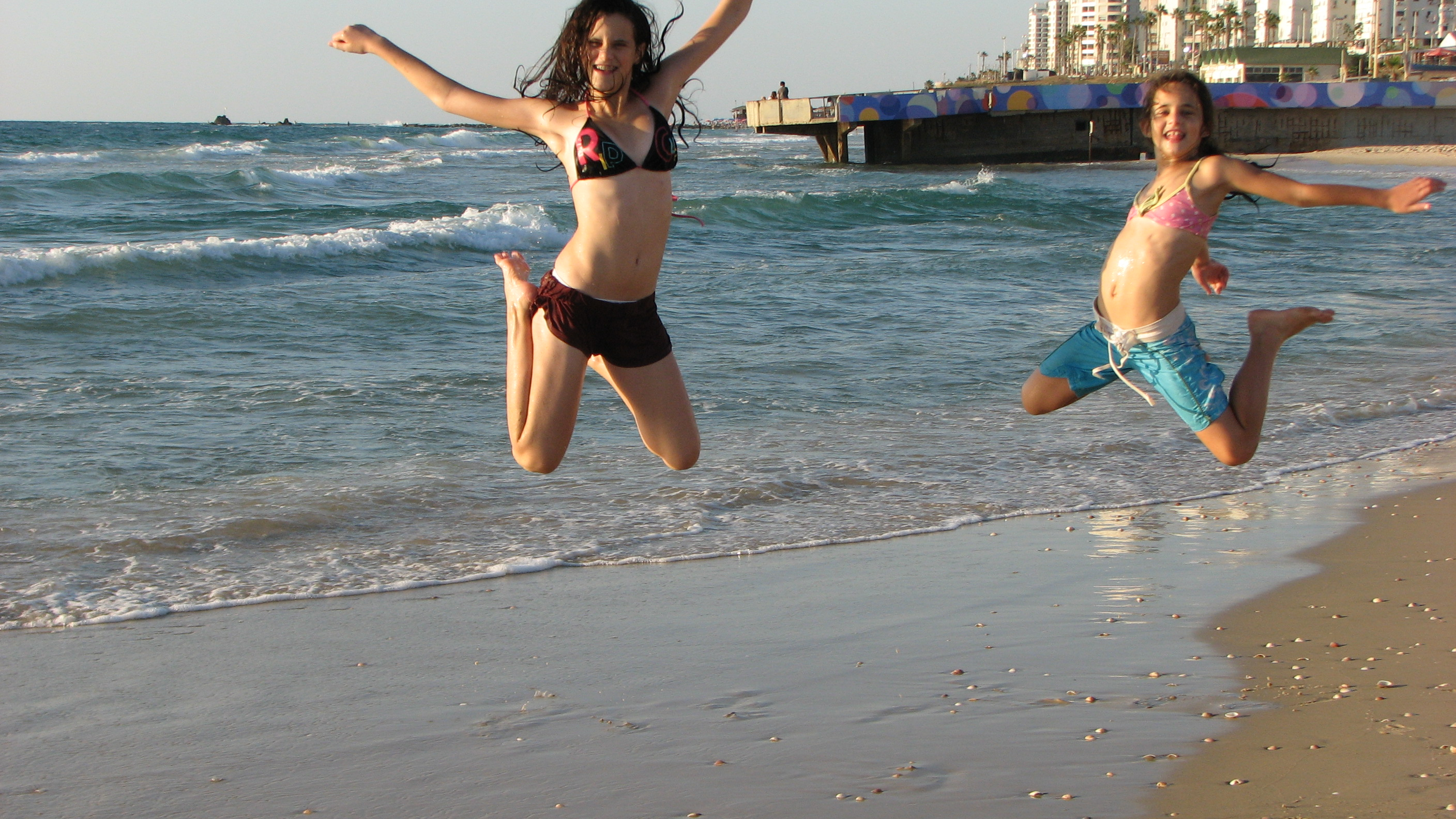
Hipertimia não significa ser muito feliz. Significa maior sensibilidade emocional que podem ser prazerosas ou desprazerosas.

Hipertimia (do grego, hyper+thymia muita emoção) é um termo médico inventado pelos psiquiatras do século 19 para descrever uma maior intensidade emocional. O temperamento hipertímico é definido como uma personalidade caracterizada por boa disposição, alta reatividade emocional, otimismo, entusiasmo, muita energia, e extroversão. Hipertimia é similar, porém mais duradoura, que a hipomania do transtorno bipolar tipo II. Pode ser ainda parte de uma ciclotimia. Não deve ser confundida com a estabilidade emocional saudável, denominada eutimia.
O entendimento psiquiátrico clínico da hipertimia está evoluindo. Estudos tem demonstrado que o temperamento hipertímico promove performance elevada em atividades de alta complexidade sob pressão ou condições extremas.

## Características
O temperamento hipertímico pode incluir:
- Aumento da energia e produtividade
- Extroversão
- Autoestima elevada
- Conversar excessivamente
- Correr muitos riscos desnecessários
- Romper normas sociais
- Desejo sexual aumentado
- Adorar ser o centro das atenções
- Se entediar e se distrair rápido
- Gastar muito dinheiro
- Ciclos de sono curtos
- Sensibilidade à emoção
- Alegria e jovialidade
- Gentileza e empatia
- Promiscuidade

## Causas
Apesar da caracterização positiva, a hipertimia pode ser complicada por períodos de depressão se manifestando como uma forma leve de transtorno bipolar, similar à ciclotimia. Pesquisas também sugerem que existe uma conexão familiar genética entre indivíduos com temperamento hipertímico e indivíduos com transtorno bipolar tipo 1.
Mesmo sem fatores genéticos, o temperamento hipertímico predispõe a desenvolver transtorno bipolar ou ciclotimia, pois elevadas expectativas, sensibilidade emocional e altos riscos tendem a causar mais frustrações e fracassos como decepções amorosas, dívidas, doenças, acidentes, abuso de drogas e demissão.
A hipertimia pode ser diagnosticada com um maior grau de certeza por um psicólogo ou psiquiatra com a ajuda de familiares ou amigos próximos.